# Spargania flavolimbaria
Spargania flavolimbaria är en fjärilsart som beskrevs av J. Peter Maassen 1890. Spargania flavolimbaria ingår i släktet Spargania och familjen mätare. Inga underarter finns listade i Catalogue of Life.